# Porropis homeyeri
Porropis homeyeri är en spindelart som först beskrevs av Karsch 1880.  Porropis homeyeri ingår i släktet Porropis och familjen krabbspindlar.
Artens utbredningsområde är Angola. Inga underarter finns listade i Catalogue of Life.